# John Shore
John Shore, 1. baron Teignmouth (John Shore, 1st Baron Teignmouth, 1st Baronet Shore of Heathcote) (5. října 1751, Londýn – 14. února 1834, Londýn) byl britský politik a koloniální administrátor. Od mládí působil ve službách Východoindické společnosti a řadu let života strávil v Indii, kde svou kariéru završil ve funkci generálního guvernéra (1793–1798).

## Životopis
Narodil se v Londýně jako syn Thomase Shore, úředníka Východoindické společnosti. Studoval v Harrow a v roce 1768 odcestoval do Indie jako písař Východoindické společnosti. Mezitím studoval orientální jazyky a v hierarchii Východoindické společnosti rychle postupoval. Od roku 1775 byl členem finanční rady v Kalkatě, působil také jako překladatel, blízce spolupracoval s Warrenem Hastingsem a začal se zabývat ekonomickými reformami. Spolu s Hastingsem odplul v roce 1785 do Anglie, kde se oženil. Krátce nato se vrátil do Indie a v letech 1787–1789 byl členem rady bengálského guvernéra. V této funkci byl iniciátorem reforem ve správě financí pod vládou generálního guvernéra markýze Cornwallise.
V roce 1789 znovu odcestoval do Anglie, kde byl mimo jiné svědkem v soudním procesu s Warrenem Hastingsem. Po návratu do Indie byl povýšen na baroneta (1792) a po odchodu Cornwallise se nakonec stal generálním guvernérem (1793–1798). Jeho vláda v Indii se vyznačovala poměrně klidným průběhem především v souvislostech s aktivními vojenskými výboji předchůdce Cornwallise a nástupce markýze Wellesleye. Po pětiletém funkčním období odstoupil a vrátil se do Anglie, v roce 1798 byl povýšen na barona (titul platil pouze pro Irsko). Později byl jedním z komisařů kontrolního úřadu Východoindické společnosti (od roku 1807), mezitím byl dvakrát předvolán před soud v souvislosti se svou činností v Indii.
Se svou manželkou Charlotte, rozenou Cornishovou, měl devět dětí. Dědicem irského baronského titulu byl syn Charles John Shore, 2. baron Teignmouth (1796–1885), který byl v letech 1838–1841 poslancem Dolní sněmovny a v roce 1843 vydal otcovy paměti s korespondencí. Posledním nositelem titulu byl Frederick Shore, 7. baron Teignmouth (1920–1981).